# Vorderer Jaritzbergbach
Der Vordere Jaritzbergbach ist ein rund 1,5 Kilometer langer linker Nebenfluss des Liebochbaches in der Steiermark. Er entspringt nördlich des Hauptortes von Sankt Bartholomä, südlich der Gemeindegrenze zu Sankt Oswald bei Plankenwarth und fließt in einem leichten Rechtsbogen insgesamt nach Süden. Nördlich von Sankt Bartholomä mündet etwas westlich der L336 in den Liebochbach, der kurz danach nach rechts abknickt. Auf seinem Lauf nimmt der Vordere Jaritzbergbach von links einen unbenannten Bach auf.